# Werner Rezzonico
Werner Rezzonico (* 12. Juni 1940 in Zürich) ist ein ehemaliger Radsportler aus der Schweiz.

## Laufbahn
Werner Rezzonico war gelernter Plattenleger und seit 1955 aktiver Radsportler als Mitglied des RV Zürich. 1960 schaffte er mit dem Sieg beim Strassenrennen von Locarno den Aufstieg in die damalige A-Klasse der Amateure. Er gewann die Wintermeisterschaft in der  Einerverfolgung über 4000 Meter auf der Bahn. Ein Jahr später gewann er mit seinem Verein den Schweizer Meistertitel in der Mannschaftsverfolgung. 1962 wurde er mit seinem Team erneut Titelträger. Bis 1964 blieb er Amateur und gewann zahlreiche Bahnrennen und Kriterien. Zum Ende der Saison 1964 löste er eine Lizenz als Unabhängiger, um somit auch bei den Rennen der Berufsfahrer starten zu können.
1965 war Rezzonico der unumstrittene Publikumsliebling bei den Rennen auf der Bahn der Werner-Seelenbinder-Halle in Berlin. Er gewann nach einem turbulenten Rennen mit seinem Partner Detlef Turowski aus der DDR das Rennen 1001 Runde mit neuem Bahnrekord. Zunächst war Rezzonico nur als Betreuer des Teams aus der Schweiz angereist. Als sich sein Fahrer Jürg Ochsner verletzte, sprang er ein und bestritt die Wettkämpfe selbst.
Bei den Rennen der Berufsfahrer erreichte er jedoch keine nennenswerten Erfolge, so startete er dreimal beim Sechstagerennen von Zürich ohne eine vordere Platzierung zu erreichen. 1966 löste er wieder eine Lizenz als Amateur, hatte aber viel Verletzungspech durch einen Beinbruch. 1967 beendete er seine Karriere.